# Чередник Іван Якович
Іван Якович Чередник (30 вересня 1913 — 22 травня 1955) — радянський офіцер, Герой Радянського Союзу (1945), в роки радянсько-німецької війни командир батальйону 1006-го стрілецького полку 266-ї Червонопрапорної ордена Суворова стрілецької дивізії 5-ї ударної армії 1-го Білоруського фронту, майор.

## Біографія
Народився 30 вересня 1913 року в селі Кустолово-Суходілка (нині Машівського району Полтавської області України) в українській селянській родині. Закінчив шість класів. 
Працював слюсарем-монтажником на заводі в місті Дніпродзержинську.
У 1936 році призваний до лав Червоної Армії. Учасник вторгнення СРСР до Польщі в 1939 році. 
У 1940 році закінчив Херсонське військове піхотне училище. У боях радянсько-німецької війни з березня 1942 року. Воював на Західному, Південному, 3-му Українському, 4-му Українському і 1-му Білоруському фронтах. Був двічі поранений.
На початку 1945 року війська 1-го Білоруського фронту здійснювали успішні наступальні операції на території Польщі. 20 січня 1945 року в боях за населені пункти Нагурний і Коло у Польщі відзначився батальйон під командуванням майора І. Я. Чередника. Командир весь час був у бойових порядках, вміло організовував взаємодію підрозділів, особистим прикладом надихав бійців на ратні подвиги. У цьому бою батальйон знищив і взяв у полон близько 900 солдатів і офіцерів ворога.
Указом Президії Верховної Ради СРСР від 24 березня 1945 року за вміле командування батальйоном і проявлені при цьому мужність і відвагу майору Івану Яковичу Череднику присвоєно звання Героя Радянського Союзу з врученням ордена Леніна і медалі «Золота Зірка» (№ 5633).

Могила Івана Чередника

З 1946 року підполковник І. Я. Чередник — в запасі. Жив у Києві. Помер 22 травня 1955 року. Похований на Байковому кладовищі.

## Нагороди
Нагороджений орденом Леніна, орденом Червоного Прапора, орденом Богдана Хмельницького 3-го ступеня, орденом Вітчизняної війни 2-го ступеня, орденом Червоної Зірки, медалями.